# Антициклон
Антициклон в метеорологията е област в атмосферата, характеризираща се с повишено налягане. На метеорологичните карти разпределението на атмосферното налягане се представя с концентрични затворени изобари (линии с еднакво налягане) с неправилна, приблизително овална форма. Най-голямо е атмосферното налягане в центъра на антициклона, а към периферията му постепенно намалява. Налягането в центъра на антициклона на морското равнище е 1010 – 1015 mbar (1000 mbar = 750 mm живачен стълб = 1,02 kg/sm²), като във вътрешността на континентите достига до 1040 mbar, а Централна Азия през зимата – до 1070 mbar.
В тропосферата (долната част на атмосферата) ежедневно се развиват както антициклони така и циклони и се явяват части от общата циркулация на атмосферата, създаваща обмен на въздух между обширни пространства. През годината над всяко от полукълбата (северно и южно) се образуват стотици. Продължителността на съществуването на антициклона е от няколко денонощия до няколко седмици. Както и циклоните, така и антициклоните се преместват по направление на общия пренос на въздух в тропосферата, т.е. от запад на изток, като по време на това преместване постепенно се отклоняват към по-малките географски ширини. Средната скорост на преместване на антициклоните е около 30 km/h в Северното и около 40 km/h в Южното полукълбо, но често и за продължителен период приемат неподвижно състояние. Ветровете в антициклона в Северното полукълбо духат по часовниковата стрелка, около неговия център, а в Южното – обратно на часовниковата стрелка, образувайки по този начин гигантски вихри. Диаметърът на антициклона може да достигне до няколко хиляди km.
Над около 1000 m н.в., в т.нар. слой на триене, вятърът в антициклона духа почти по изобарите, но в слоя на триене той значително се отклонява навън от изобарите, а непосредствено над земната повърхност, ъгълът на отклонение е близък до 30°. Това оттичане на въздуха от областта на антициклона в долните слоеве се съпровожда с втичане на друг въздух в горните слоеве, постепенното му спускане надолу и засядане на едно място. При засядането си на едно място въздухът постепенно адиабатно се нагрява и напуска състоянието се на насищане. Поради това температурата на тропосферата в антициклона е повишена (само над самата повърхност на сушата през зимата тя може да бъде много ниска), облачността е много малка, а валежи принципно отсъстват. Ветровете във вътрешните части на антициклона са слаби, но се усилват по неговата периферия.
Във връзка с развитието на антициклона и повишаването на температурата в него, расте и неговата височина. Затворените изобари се наблюдават на все по-голяма височина в тропосферата и даже в долната стратосфера. Стратосферата в антициклона започва на много по-голяма височина, отколкото в циклона и температурата ѝ е много по-ниска.
Понятието антициклон възниква като хипотеза, изказана от сър Френсис Галтън през 1863 година, която по-късно е потвърдена. Антициклоните са области, за които слънчевото и топло време и чистото небе са типични през лятото, докато през останалите сезони често е облачно и мъгливо. Температурите, причинени от зимните циклони са по-ниски от нормалните, особено ако небето е чисто. Обикновено антициклонът се формира в регион от студен въздух зад циклон, докато той отминава, и преди появата на следващия. Спускащият се въздух променя температурата си благодарение на сгъстяването си. По този начин антициклонът преминава в топъл.
Като цяло, антициклони са свързани с хубаво време. Когато въздухът се спуска надолу, той се сгъстява, което води до загряване и
изсушаване. Това води до ясно небе и увеличава способността на въздуха да пропуска по-лесно слънчевата лъчиста енергия. През лятото това означава високи температури, дължащи се на затоплянето на земната повърхност. През зимата това означава ниски температури, дължащи се на излъчването на топлина от повърхността в космоса.